# Лопань Іван Павлович
Іван Павлович Лопа́нь (нар. 27 вересня 1919, Старі Санжари — пом. 11 жовтня 1996, Одеса) — український радянський військовий диригент і педагог; підполковник.

## Біографія
Народився 27 вересня 1919 року в селі Старих Санжарах (тепер Полтавський район Полтавської області, Україна). 1940 року закінчив Полтавське музичне училище (клас флейти та диригування). Впродовж 1940–1941 років очолював музичну школу у місті Дубні Рівненської області. З 1941 року брав участь у німецько-радянській війні.
1947 року закінчив військовий факультет Московської консерваторії (клас валторни О. Серостанова, С. Леонова, диригування — Д. Свєчкова). Впродовж 1947–1952 років — диригент військових оркестрів; впродовж 1952–1955 років — начальник курсу і викладач Одеської школи військово-музного виховання; впродовж 1955–1960 років — Одеського військового округу, впродовж 1960–1968 років — начальник оркестру штабу цього округу; впродовж 1968–1969 років — оркестру Академії бронетанкових військ у Москві; впродовж 1969–1970 років — оркестрової служби Середньоазіатського військового округу; з 1972 року — диригент народного духового оркестру у місті Калінінграді Московської області. Помер в Одесі 11 жовтня 1996 року.

## Відзнаки
- Нагороджений:
  - орденами Червоної Зірки (30 грудня 1956), Вітчизняної війни ІІ ступеня (6 квітня 1985);
  - медалями «За оборону Сталінграда» (22 грудня 1942), «За перемогу над Німеччиною» (9 травня 1945), «За бойові заслуги» (21 серпня 1953)[1];
- Заслужений діяч мистецтв УРСР з 1964 року.